# LZ 2
Az LZ 2 a német Ferdinand von Zeppelin második merev szerkezetű léghajója volt, amely 1906. január 17-én emelkedett fel először. Első útján kényszerleszállást hajtott végre, majd egy vihar a földön semmisítette meg.

## Építése, pályafutása
Az  LZ 2-t (Luftschiff Zeppelin 2) az LZ 1 kudarca után öt évvel építette meg Zeppelin gróf, miután pénzhez jutott egy alapgyűjtő lottójátékon és jelzálogot vett fel a családi birtokra. A pénzből alapította meg a Motorluftschiff Studiengesellschaftot (Motoros léghajózást tanulmányozó társaság). Az LZ 2 hossza 126,2 méter, átmérője 11,75 méter volt. Testébe 10 370 köbméter hidrogéngáz fért. Két Daimler-motor hajtotta, amelyekkel a léghajó legnagyobb sebessége 40 kilométer per óra volt.
Az LZ 2-ről még hiányoztak azok az elemek, például az irányíthatóságot és stabilitást biztosító függőleges és vízszintes vezérsíkok, amelyek később a zeppelineket jellemezték. Megjelent viszont a Ludwig Dürr tervei alapján készített háromszögletű gerenda, amely felváltotta a korábbi csöves támasztókat, és ez a korábbinál jóval nagyobb szilárdságot biztosított a fémszerkezetnek.
Az LZ 2 1906. január 17-én emelkedett fel először. Az LZ 1-en használt Daimler-motoroknál jóval erősebbeket szereltek a léghajóra, amelyek biztosították a manőverezéshez szükséges sebességet. Géphiba miatt azonban már az első úton kényszerleszállást kellett végrehajtani az LZ 2-vel. A járművet az este érkező vihar a földön semmisítette meg.